# Limnonectes khasianus
Limnonectes khasianus là một loài ếch trong họ Ranidae. Chúng là loài đặc hữu của Ấn Độ.
Các môi trường sống tự nhiên của chúng là sông, đầm nước ngọt, và đầm nước ngọt có nước theo mùa. Tình trạng bảo tồn của nó hiện chưa đủ thông tin.